# Jimmy Birklin
Jimmy Birklin, född 12 januari 1970, är en svensk orienterare som tävlar för Malungs OK Skogsmårdarna. Han tog guld i sprint för herrar vid VM 2001. 

## Efter aktiv karriär
Efter sin orienteringskarriär har Birklin arbetat som generalsekreterare för O-Ringen i Sälen två gånger, 2008 och 2016. 2006 tog han vid som generalsekreterare första gången inför vad som skulle visa sig bli en av de största tävlingarna. Över 24 000 orienterare deltog, den tredje största upplagan någonsin och över 20 000 för första gången sedan O-Ringen i Göteborg 1990.  Även 2016 startade över 24 000 i tävlingarna. Däremellan arbetade han som elitidrottsutvecklare för Dala Sports Academy.
2016 tog Birklin över som VD för Svenska Skidspelen i Falun, där han ersatte Anki Kjellberg som lämnade sin post efter 10 år. Skidspelen hade då ett stort ekonomiskt underskott, vilket efter tävlingarna våren 2017 var vänt till vinst. 2019 efterträddes Birklin som VD av Ulrika Back Eriksson 

## Utmärkelse
- 2001 - Årets orienterare